# 拉尔迪耶
拉尔迪耶（法語：Lardiers）是法国上普罗旺斯阿尔卑斯省的一个市镇，属于福卡尔基耶区。该市镇2009年时的人口为126人。

## 人口
拉尔迪耶人口变化图示
| 数据来源：INSEE |